# Бусмайер, Хуго
Фридрих Вильгельм Хуго Бусмайер (Буссмейер, нем. Friedrich Wilhelm Hugo Bußmeyer; 26 февраля 1842, Брауншвейг — 1 февраля 1912, Рио-де-Жанейро) — бразильский пианист и композитор немецкого происхождения. Сын певца Брауншвейгской придворной оперы Морица Бусмайера, брат Ханса Бусмайера.

## Биография
Учился у Анри Литольфа и Альберта Метфесселя. С 1860 года гастролировал по Южной Америке, проехав через Бразилию, Уругвай, Аргентину, Чили и Перу (где в 1866 году познакомился с Луи Моро Готтшалком). В 1867 году вернулся в Европу для концертов в Париже, затем отправился в Мексику и к 1868 году добрался до Нью-Йорка, где прожил несколько лет и, в частности, напечатал серию лёгких фантазий на известные оперные темы. В 1874 году окончательно обосновался в Бразилии, первоначально как профессор органа и аккомпанемента в Императорской консерватории, а в 1875 году возглавил придворную капеллу императора Педру II и руководил ею вплоть до падения бразильской монархии в 1889 году.
Автор двух фортепианных концертов, оркестровых и хоровых сочинений, фортепианных пьес, романсов, в том числе на стихи Казимиру ди Абреу. Выступал также как музыкальный критик. Опубликовал (в издательстве Юлиуса Шуберта) направленный против Рихарда Вагнера памфлет «Язычество в музыке» (нем. Das Heidenthum in der Musik; 1871).